# Broderie de Saint-Gall
 (février 2021).
La mise en forme du texte ne suit pas les recommandations de Wikipédia : il faut le « wikifier ».
Les points d'amélioration suivants sont les cas les plus fréquents. Le détail des points à revoir est peut-être précisé sur la page de discussion.
- Les titres sont pré-formatés par le logiciel. Ils ne sont ni en capitales, ni en gras.
- Le texte ne doit pas être écrit en capitales (les noms de famille non plus), ni en gras, ni en italique, ni en « petit »…
- Le gras n'est utilisé que pour surligner le titre de l'article dans l'introduction, une seule fois.
- L'italique est rarement utilisé : mots en langue étrangère, titres d'œuvres, noms de bateaux, etc.
- Les citations ne sont pas en italique mais en corps de texte normal. Elles sont entourées par des guillemets français : « et ».
- Les listes à puces sont à éviter, des paragraphes rédigés étant largement préférés. Les tableaux sont à réserver à la présentation de données structurées (résultats, etc.).
- Les appels de note de bas de page (petits chiffres en exposant, introduits par l'outil «  Source ») sont à placer entre la fin de phrase et le point final[comme ça].
- Les liens internes (vers d'autres articles de Wikipédia) sont à choisir avec parcimonie. Créez des liens vers des articles approfondissant le sujet. Les termes génériques sans rapport avec le sujet sont à éviter, ainsi que les répétitions de liens vers un même terme.
- Les liens externes sont à placer uniquement dans une section « Liens externes », à la fin de l'article. Ces liens sont à choisir avec parcimonie suivant les règles définies. Si un lien sert de source à l'article, son insertion dans le texte est à faire par les notes de bas de page.
- La présentation des références doit suivre les conventions bibliographiques. Il est recommandé d'utiliser les modèles {{Ouvrage}}, {{Chapitre}}, {{Article}}, {{Lien web}} et/ou {{Bibliographie}}. Le mode d'édition visuel peut mettre en forme automatiquement les références.
- Insérer une infobox (cadre d'informations à droite) n'est pas obligatoire pour parachever la mise en page.

Pour une aide détaillée, merci de consulter Aide:Wikification.
Si vous pensez que ces points ont été résolus, vous pouvez retirer ce bandeau et améliorer la mise en forme d'un autre article.
 (février 2021).
Si vous disposez d'ouvrages ou d'articles de référence ou si vous connaissez des sites web de qualité traitant du thème abordé ici, merci de compléter l'article en donnant les références utiles à sa vérifiabilité et en les liant à la section « Notes et références ».

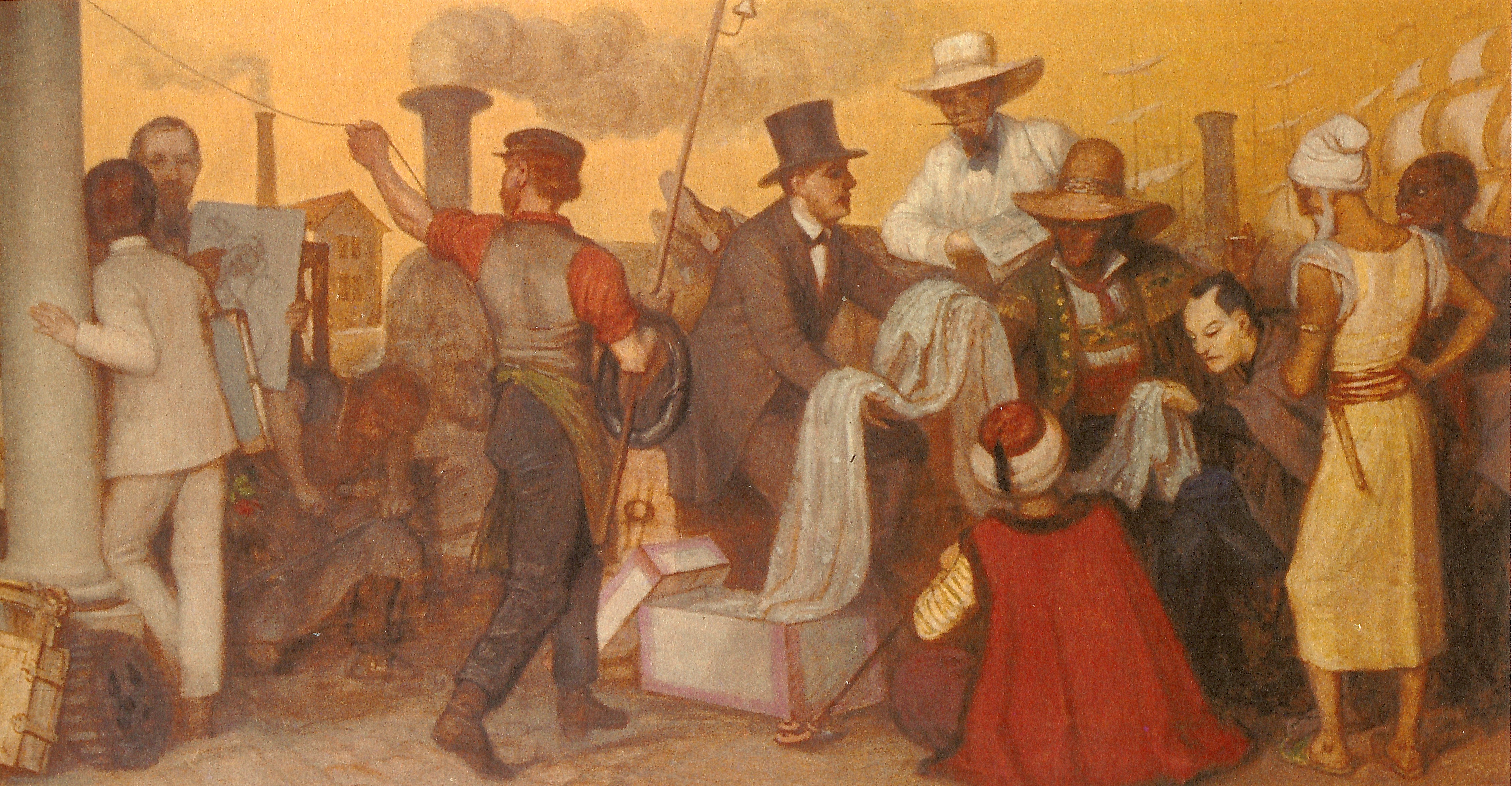
Handel und Industrie in St. Gallen, de Emil Rittmeyer, huile sur toile, 1881. L'image montre le commerce mondial de la broderie à la fin du XIXe siècle. Sur le côté gauche, au niveau de la colonne, les créateurs de la broderie posent à côté des cheminées d'usine et d'une locomotive. Le constructeur de la ligne télégraphique au centre indique l'importance de la nouvelle technologie pour le commerce - la première ligne télégraphique suisse s'étendait de Saint-Gall à Zurich en 1852. Sur le côté droit, l'exportateur présente la broderie aux représentants de tous les continents.

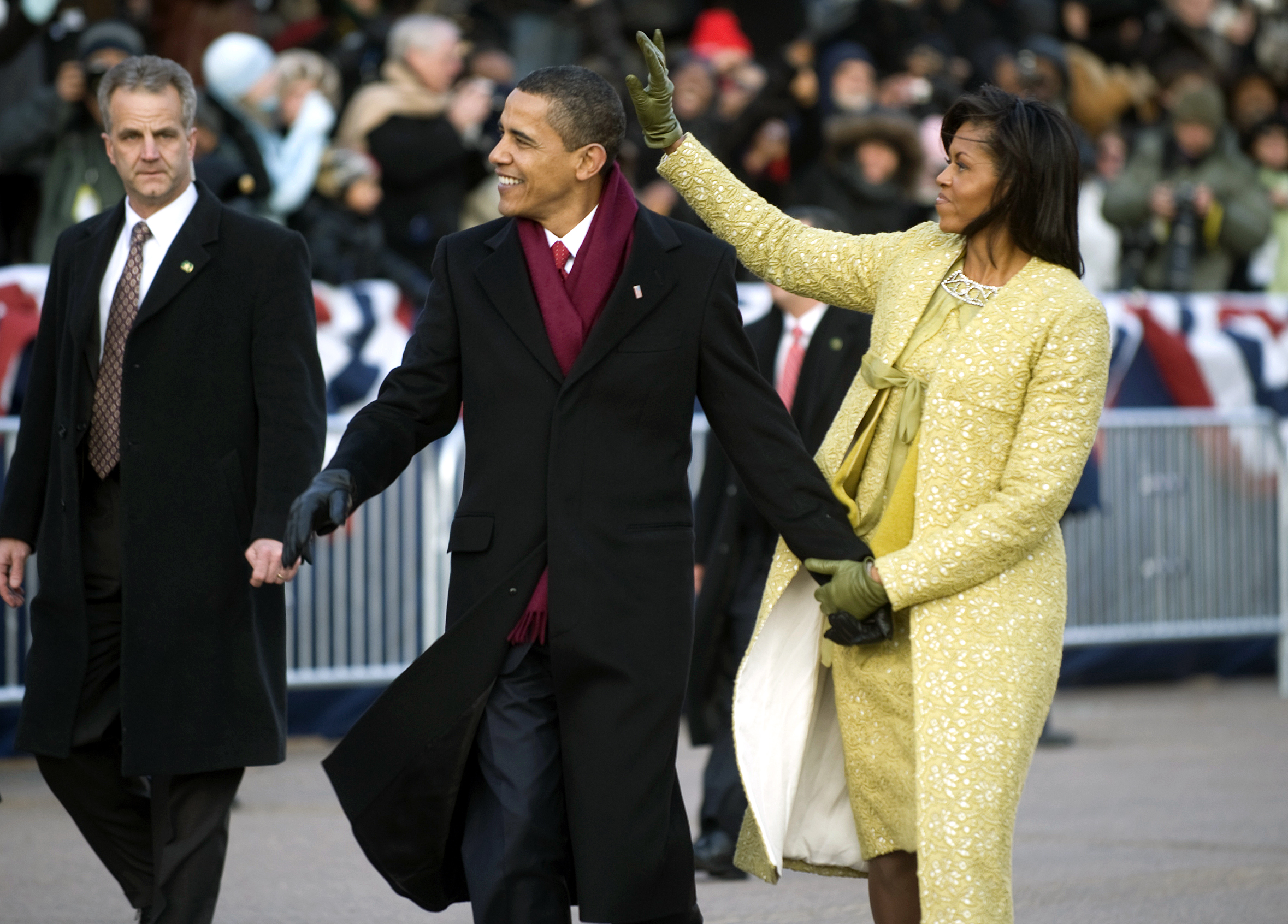
First Lady Michelle Obama portant la broderie de St-Gall lors de la cérémonie d'inauguration de son mari.

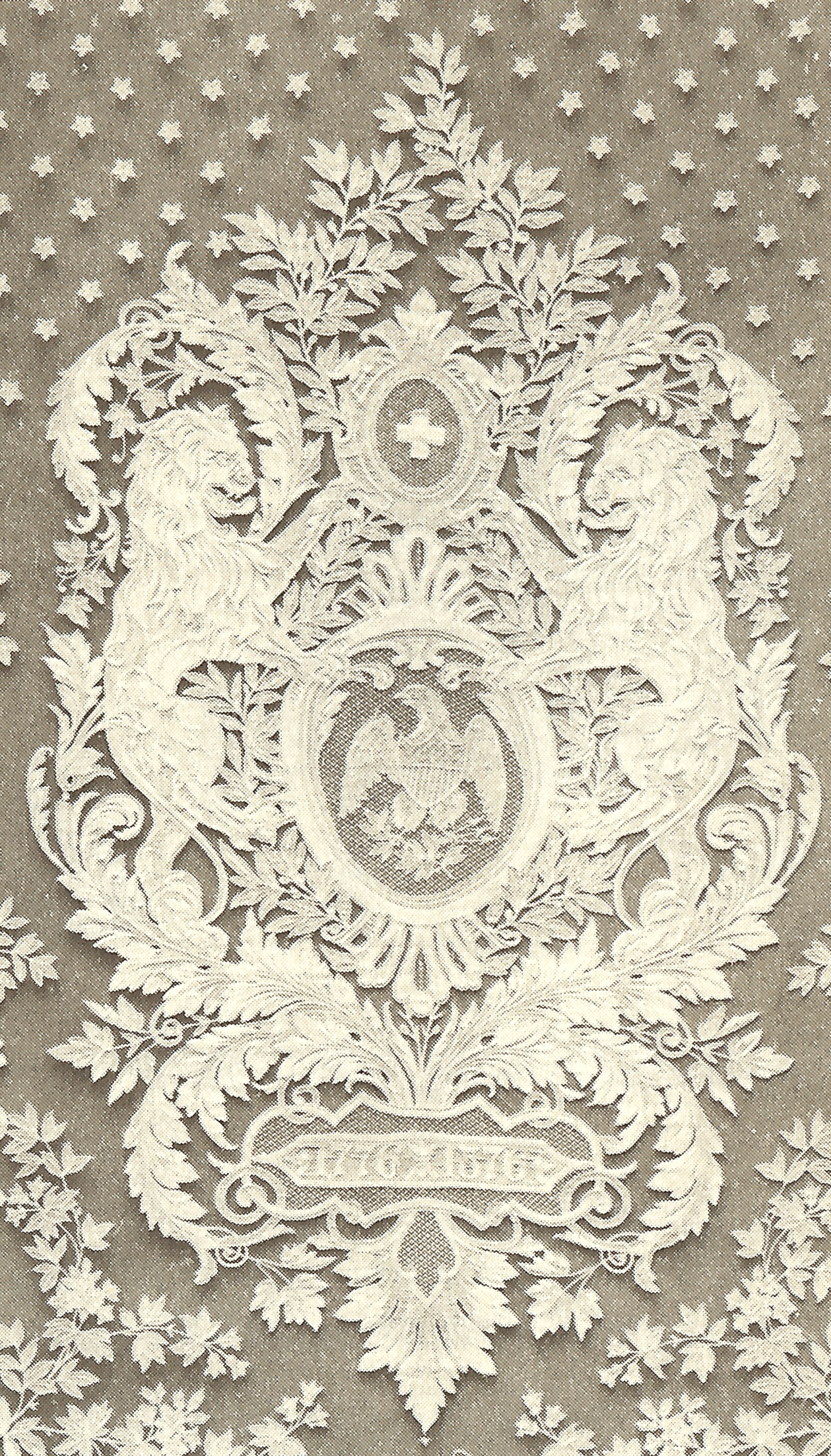
Extrait d'un motif crée pour l'exposition universelle de 1876

La broderie de Saint-Gall, parfois connue sous le nom de broderie suisse, est une broderie de la ville et de la région de Saint-Gall, en Suisse. La région était autrefois la zone d'exportation la plus grande et la plus importante pour la broderie. Vers 1910, sa production de broderie était la plus grande branche d'exportation de l'économie suisse avec 18 pour cent de la valeur totale des exportations. Plus de 50 pour cent de la production mondiale provenaient de Saint-Gall. Avec l'avènement de la Première Guerre mondiale, la demande de luxe a chuté soudainement et de manière significative et de nombreuses personnes furent au chômage, ce qui a entraîné la plus grande crise économique de la région. Aujourd'hui, l'industrie de la broderie s'est quelque peu remise, mais elle n'atteindra probablement plus jamais sa taille initiale. Néanmoins, la dentelle de Saint-Gall (comme on appelle aussi la broderie) est toujours très populaire comme matière première pour les créations de haute couture parisienne et compte parmi les textiles les plus célèbres au monde.

## Histoire

### Les débuts
Les premiers chiffres indiquent qu'il y avait déjà jusqu'à 100 000 employés dans l'industrie de la broderie de Saint-Gall à la fin du XVIIIe siècle, bien avant l'invention de la machine à broder à la main. Ce chiffre est probablement un peu exagéré, mais c'est une indication de l'importance de la broderie en Suisse orientale. Le renforcement de l'industrie de la broderie s'est accompagné du déclin de l'industrie de la toile, en particulier dans la ville de Saint-Gall même. Elle avait déjà été considérablement affaiblie par la production de coton lancée par Peter Bion et par la concurrence étrangère. Ceux qui n'avaient pas de moyens de subsistance dans l'industrie du coton sont passés à la broderie. Plus tard, pendant le blocus continental vers 1810, l'industrie cotonnière a également souffert. La General-Societät der englischen Baumwollspinnerei de Saint-Gall, la première société anonyme suisse fondée en 1801, a dû fermer en 1817 faute d'argent.

### Premières machines à broder
L'expansion de l'industrie de la broderie a commencé avec l'invention de la machine à broder à la main par Joshua Heilmann de Mulhouse en 1828. Un an plus tard, Franz Mange (1776-1846) a commandé deux de ces machines à Heilmann, à la condition qu'il ne vende pas d'autre machine en Suisse ou dans ses environs immédiats sans l'accord de Mange. Cependant, Mange a autorisé la Maschinen-Werkstätte und Eisengießerey, que Michael Weniger avait récemment ouverte à St. Georgen (district de la ville de Saint-Gall), la production de telles machines. Il a lui-même amélioré la conception et plusieurs machines ont été exportées, mais sans succès durable pour l'industrie locale. La société de Mange passa en 1839 à son gendre Bartholome Rittmeyer (1786-1848), mais peu après au fils, Franz Rittmeyer (1819-1892). Avec son mécanicien et grâce au soutien d'Anton Saurer, il a amélioré les machines de telle sorte que la qualité était désormais presque égale à celle de la broderie à la main. Ainsi, à partir de 1852, les machines à broder à la main ont été fabriquées en série, y compris à la Maschinenfabrik déjà mentionnée à St. Georgen. La production s'élevait à plus de 1 500 machines jusqu'en 1875.
Les machines avaient l'inconvénient de ne pouvoir faire que des broderies à la main. L'invention simultanée de la machine à coudre pourrait, cependant, résoudre le problème, car maintenant des pièces encore plus petites peuvent être cousues en grand nombre sur des serviettes. Un homme d'affaires de Hambourg a appelé ces nouveaux produits Hamburghs pour tromper les concurrents quant à l'origine réelle de l'article.
Rittmeyer a dû déménager et agrandir son usine à plusieurs reprises, car la demande toujours croissante ne pouvait plus être couverte. À elle seule, l'usine de broderie de Bruggen, achevée en 1856 (plus tard relocalisée à Sittertal), travaillait temporairement 120 machines. La machine à coudre a également inspiré la machine à broder Schiffli qui reposait sur la machine à main, mais utilisait un point de verrouillage comme la machine à coudre. Les machines Shiffli sont devenues entièrement automatisées, ce qui a considérablement augmenté la productivité et réduit ainsi le coût de la broderie.

### Montée rapide

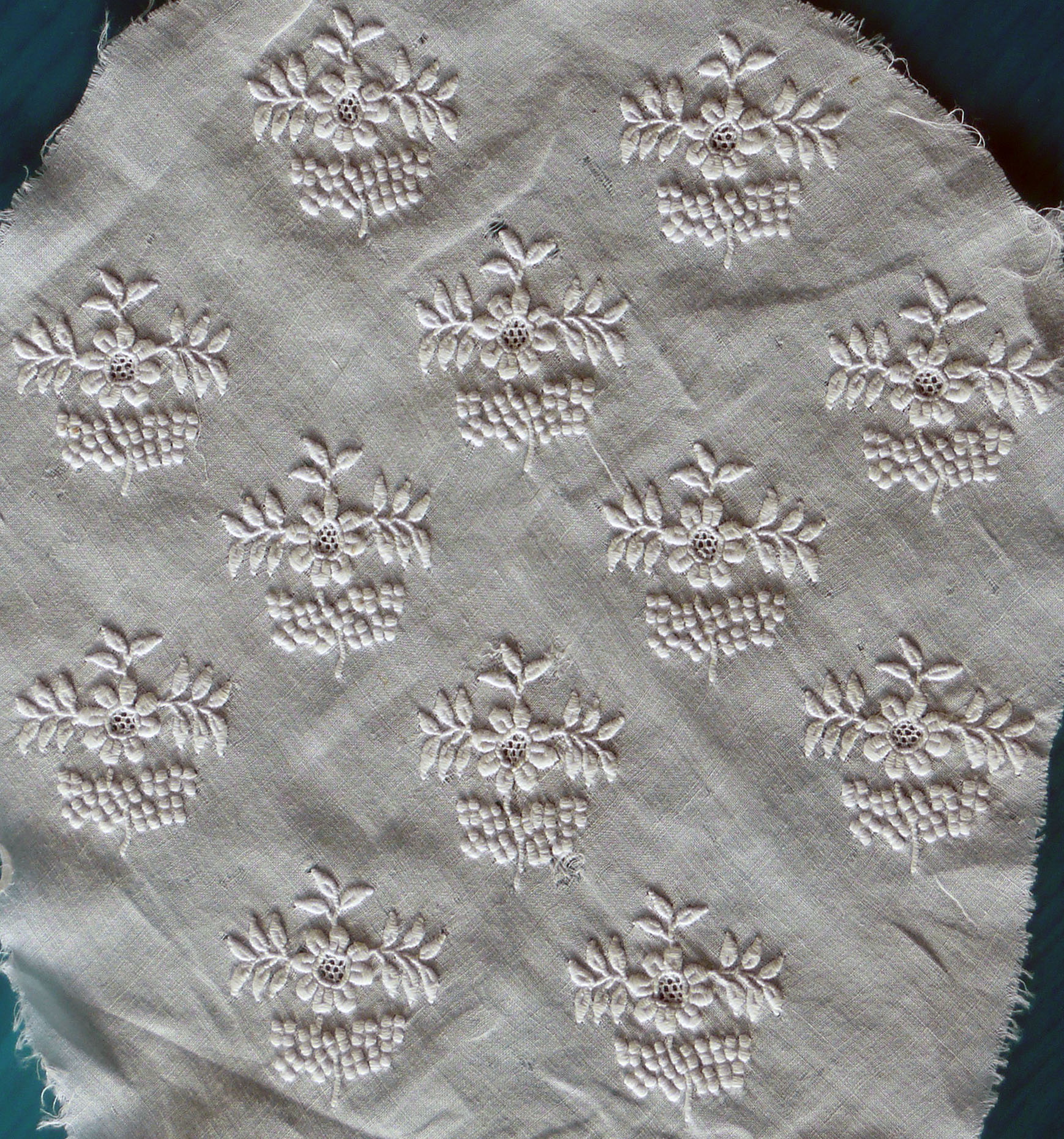
Sujet très fin sur les fleurs
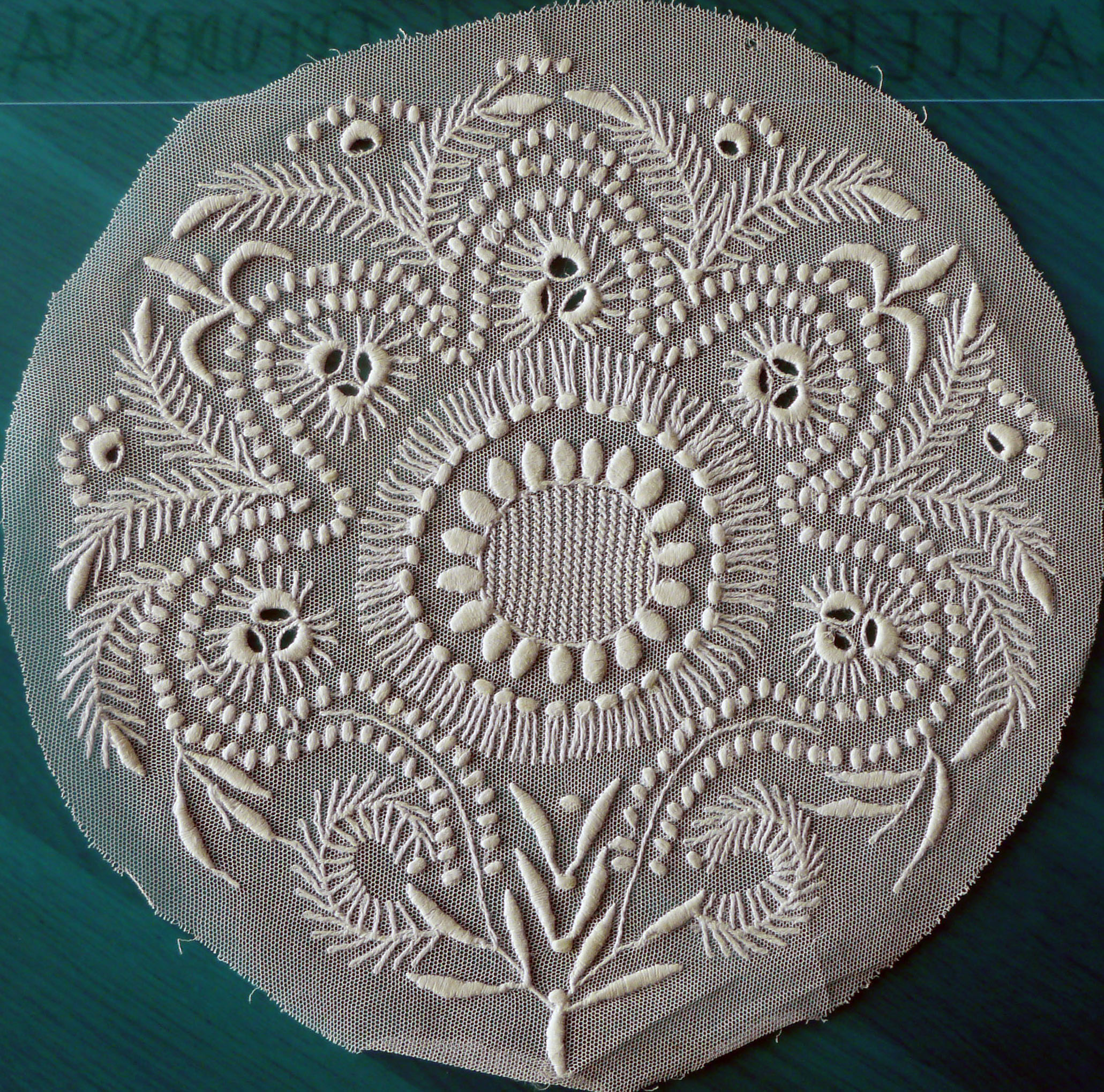
Sujet rond moyennement fin
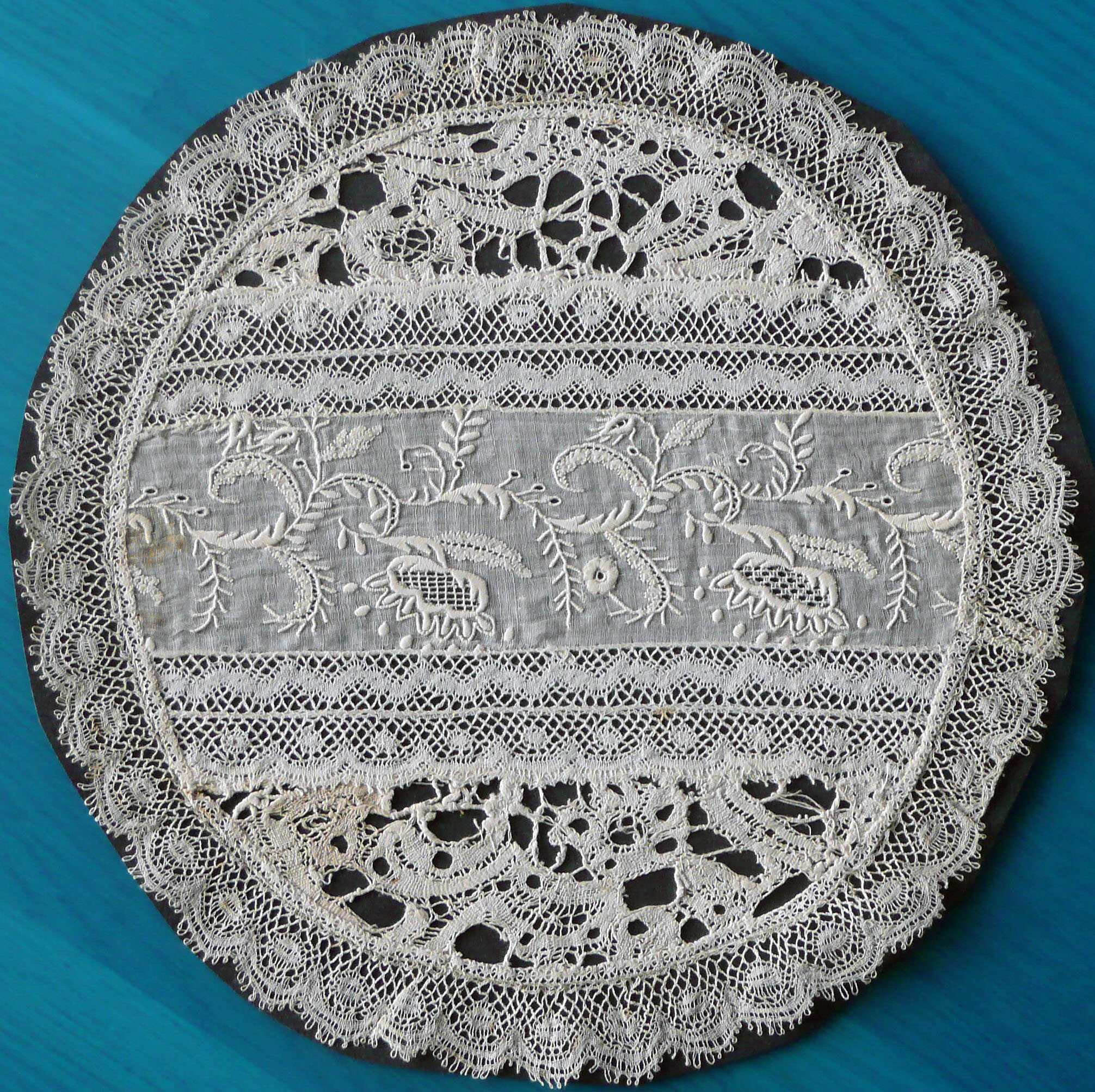
Une base extrêmement fine
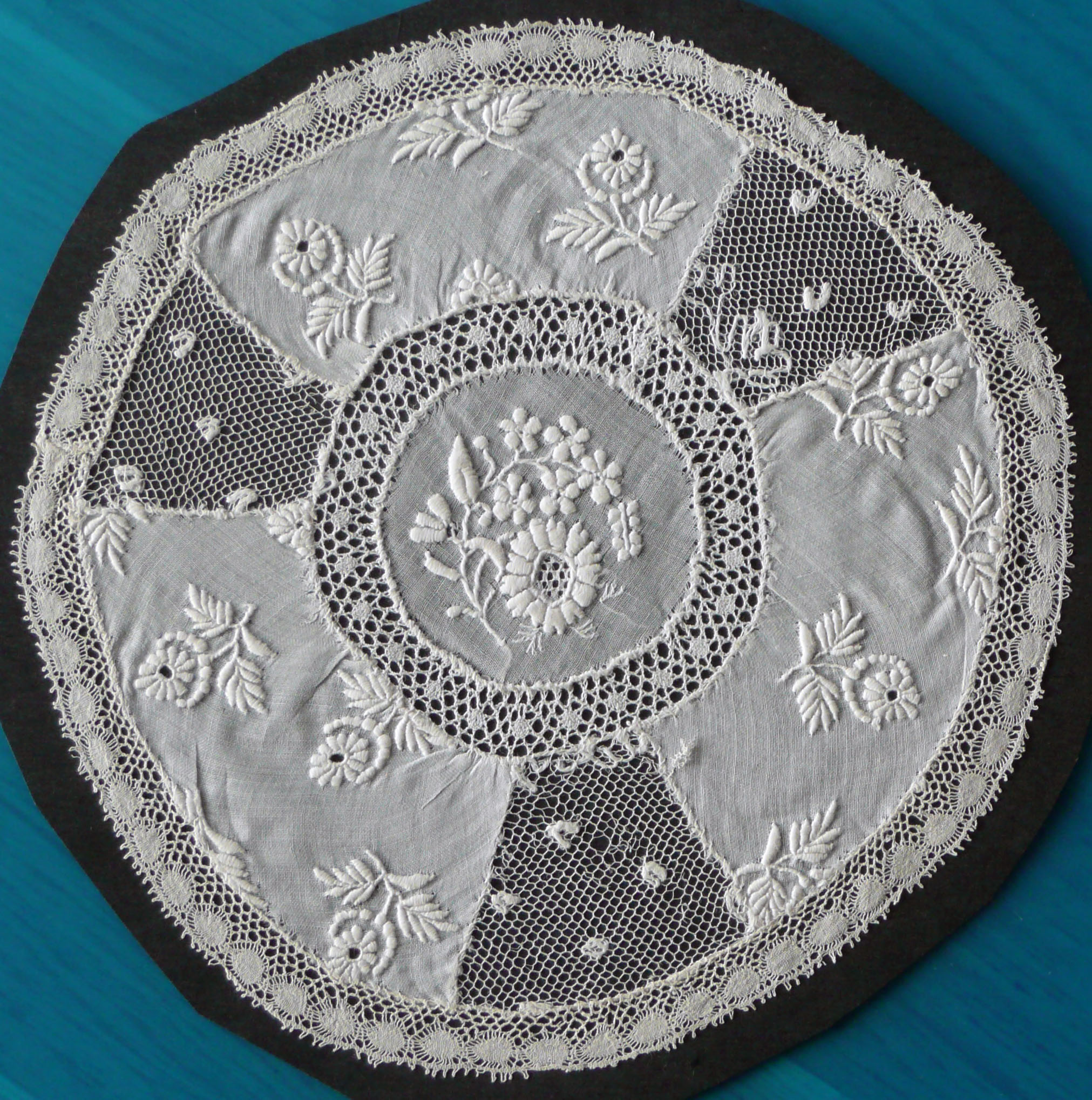
Base circulaire
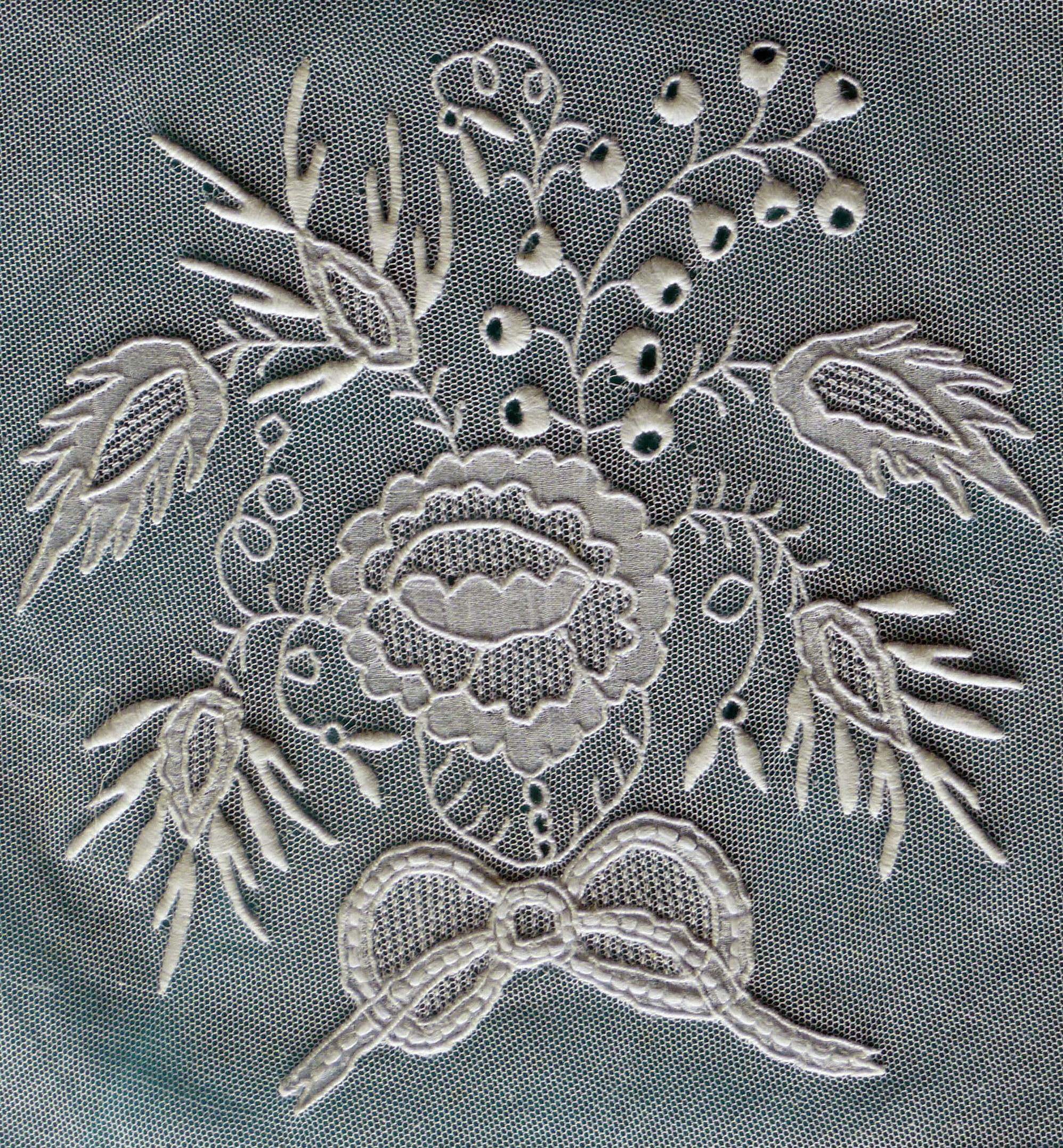
Arrangement de plantes avec arc

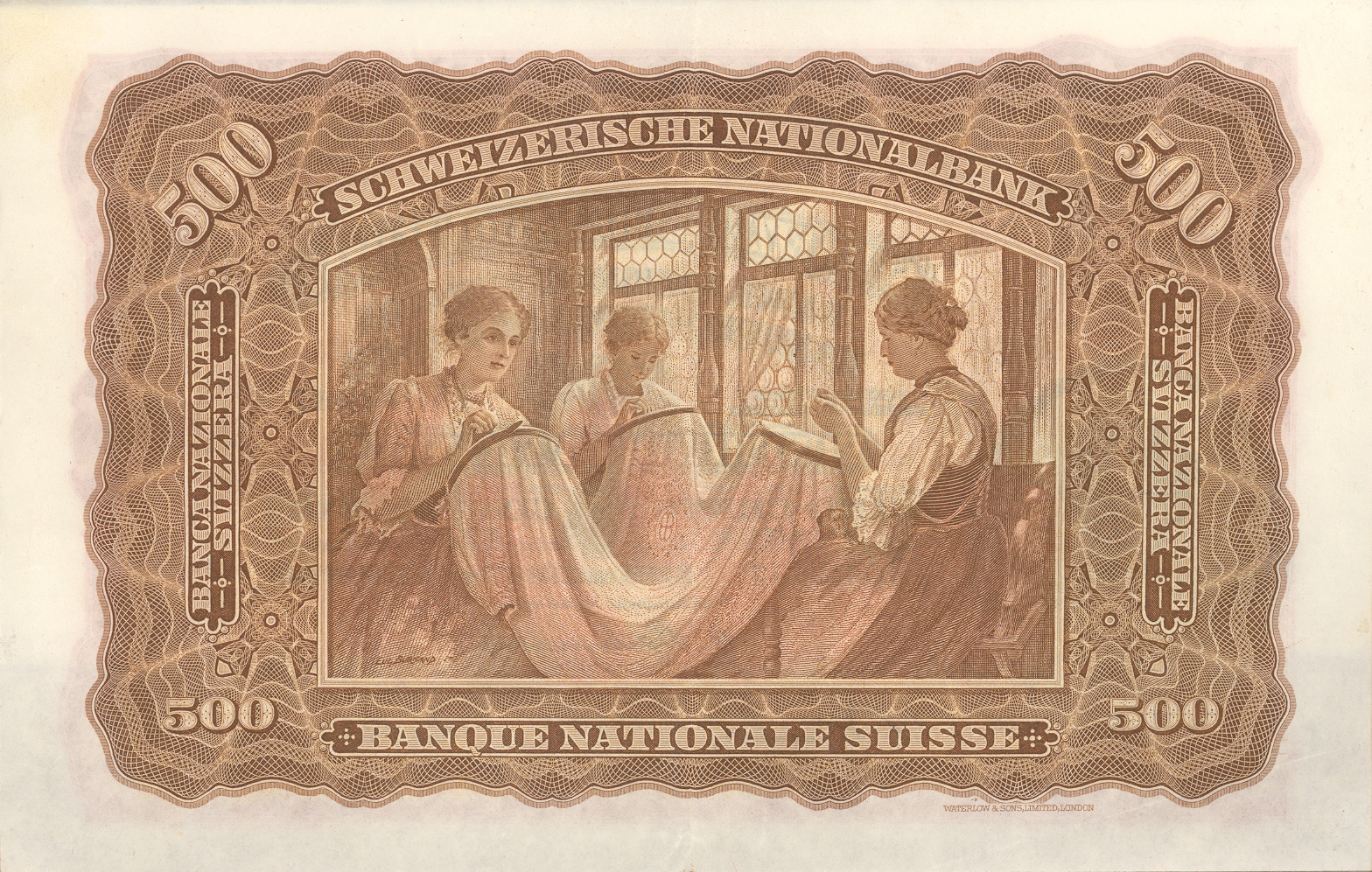
Billet 500 suisse de la série 1911, d'après un dessin d'Eugène Burnand. Le grand poids économique de la broderie saint-galloise se reflète dans son choix comme motif du billet de banque ayant la deuxième valeur faciale la plus élevée.

L'essor fulgurant de la broderie de Saint-Gall ne peut s'expliquer que par une combinaison de conditions économiques, politiques et techniques de la seconde moitié du XIXe siècle. Dans l'environnement politique, c'était la fin de la guerre civile américaine et le début de la politique de libre-échange ; économiquement, entre autres, le mode très populaire du second Rococo à la cour de France; et dans les conditions techniques le développement des machines.
Dans les années qui ont suivi 1860, la demande de produits brodés a augmenté si fortement que les entreprises de broderie ont surgi comme des champignons. De nombreux agriculteurs, artisans et anciens tisserands ont fait installer une machine à broder dans leurs maisons pour obtenir un crédit . Ainsi, la broderie était vite devenue en grande partie un travail à domicile et un ajout majeur aux revenus des paysans et des artisans, principalement en hiver, comme c'était en partie auparavant dans le temps du lin ou de la filature. Pour les premiers, c'est surtout la mauvaise réputation de l'usine et la dépendance à un seul employeur qui les a laissés décider pour ce type de modèle économique; pour ce dernier, c'était la capacité de bénéficier de la possibilité d'augmenter et de diminuer très rapidement les capacités et de laisser tout le risque économique incomber aux travailleurs. Les brodeurs ont également apprécié la liberté de planifier leurs heures de travail et l'utilisation illimitées du travail des enfants , en particulier depuis l'introduction de la loi fédérale sur le travail dans les usines en 1877, qui interdit aux jeunes de moins de 14 ans de travailler dans les usines.
Les commerçants ont particulièrement profité du développement de la broderie à domicile, qui ont importé les commandites pour les brodeuses et distribué les produits finis dans le monde entier. Dans la période de 1872 à 1890, le nombre de machines à broder installées dans les cantons de Saint-Gall, Appenzell et Thurgovie est passé de 6384 à 19389, mais dans le même temps, le nombre de machines installées dans les usines est passé de 93% à 53 %. La valeur des marchandises exportées vers les seules Amériques a augmenté entre 1867 et 1880 de 3,1 à plus de 21 millions de francs suisses. Des représentants de sociétés commerciales étrangères se sont rendus régulièrement à Saint-Gall pour sélectionner des modèles et passer de nouvelles commandes. La compagnie maritime Danzas a fait de la publicité dans les journaux et s'est vantée d'être une "agence spéciale pour le trafic de broderie à Saint-Gall" avec des navires postaux vers l'Amérique du Nord, l'Inde orientale, la Chine, le Japon, l'Australie et plusieurs autres endroits dans le monde. Dans ce contexte, nous devons également mentionner la Kaufmännische Corporation, qui n'a cessé d'améliorer les conditions-cadres du commerce d'exportation. Ils ont construit un entrepôt hors taxes dans la ville et ouvert une école de modélistes; ils ont également ouvert le musée du textile d'aujourd'hui.

### Développements ultérieurs
À la prochaine poussée, l'industrie de la broderie a augmenté en 1863 avec l'invention de la Schifflistickmaschine par Isaak Gröbli (père du mathématicien Walter Gröbli ). Une machine expérimentale a d'abord été construite à Winterthur , puis est entrée en production en série chez Adolph Saurer AG à Arbon. En 1869, une nouvelle usine avec 210 de ces machines a ouvert.
Un revers temporaire a affecté l'industrie de la broderie en 1885 en raison de sa propre surproduction en période de crise économique. Les commandes ont soudainement diminué de manière significative, entraînant une baisse substantielle des salaires. Ce n'est que vers 1898 que l'industrie de la broderie se rétablit grâce à diverses réformes internes, des restrictions sur les heures de travail maximales et le salaire minimum, et la montée de l'économie mondiale.
Dernière étape cruciale du développement technique de la broderie, l'invention des machines dites automatiques, dans lesquelles le dessin n'est plus saisi à l'aide des pantographes, mais par carte perforée . La première de ces machines venait de Plauen . En 1911, Arnold Groebli, le fils d'Isaac, a amélioré la machine de Saurer (à Arbon) pour qu'elle soit à presque tous égards supérieure à la machine allemande. Les machines à broder Schiffli et à la main n'ont pas été complètement retirées, malgré la vitesse maintenant beaucoup plus élevée, car la préparation de cartes perforées ne valait souvent pas l'effort pour les petits travaux. Étant donné que les différents produits de l'industrie avaient des exigences très différentes, même en 1945, certaines commandes ont été exécutées avec des machines à broder à la main, ou même entièrement brodées à la main.
La broderie saint-galloise a connu son apogée dans la période précédant la Première Guerre mondiale, à partir de 1894 environ. Les exportations de broderie - environ 95 % de toute la broderie produite était exportée - ont atteint leur apogée en termes de volume et de valeur. Si l'on compare la valeur des broderies exportées (1912 : 219 millions de francs suisses) à celle d'autres produits d'exportation comme les montres (1911 : 187 millions) et la soie (1911 : 155 millions), on se rend compte de l'importance de ce produit pour l'ensemble de l'économie suisse. Ce marché a fait de Saint-Gall l'une des villes les plus riches de Suisse et des bâtiments ostentatoires ont été érigés à cette époque. On peut encore le voir aujourd'hui dans les oriels de la vieille ville et dans les bâtiments représentatifs des anciennes maisons de commerce de broderie, dont la plupart datent de cette période.

### La grande crise et la reprise
Le déclin de l'industrie de la broderie a commencé en 1914 avec le déclenchement de la Première Guerre mondiale . La demande de produits de luxe - et la broderie comptait parmi ceux-ci - s'est soudainement effondrée et les zones de libre-échange ont également été perturbées. Les pays partiellement neutres étaient toujours des clients, mais ils ne pouvaient compenser qu'à court terme. Pour préserver quelque peu les salaires de la chute libre, la durée maximale du travail et le salaire minimum sont désormais également fixés. En fait, ces mesures étaient plutôt contre-productives - seuls les travailleurs qui exigeaient moins que le salaire minimum obtenaient un emploi.
L'année 1917, toujours au milieu de la Première Guerre mondiale, a temporairement apporté un tournant surprenant: l' Entente a interdit l'exportation de produits cotonniers vers l'Allemagne, mais pas l'exportation de broderies. Par conséquent, chaque tissu vendu à l'Allemagne était brodé d'une manière ou d'une autre, car la broderie pouvait être vendue. Un an plus tard, la vente de broderies à l'Allemagne était également interdite, ce qui signifiait la fin de la brève reprise.
La dernière petite vague d'exportations a eu lieu en 1919 après la fin de la guerre, lorsque la reconstruction des pays ravagés par la guerre a entraîné une autre brève hausse. Avec le début de la crise économique , l'apogée de la broderie de Saint-Gall est enfin terminé. Un signe de l'ampleur de la crise est que de 1910 à 1930, la population de Saint-Gall a été réduite par l'émigration (en raison du chômage) de 75 482 à 64 079 habitants. Bien que les exportations de broderie aient de nouveau augmenté après la guerre, l'époque de la plus grande crise économique de la ville a commencé au plus tard dans les années 1920. Entre 1920 et 1937, le nombre de machines à broder est passé d'environ 13 000 à moins de 2 000. En 1929, le gouvernement fédéral a subventionné une réduction des machines - par rapport à 1905, le nombre de personnes employées dans l'industrie a diminué de 65%. Le point bas absolu a été atteint en 1935 avec une exportation de broderie de 640 tonnes (contre 5 899 tonnes en 1913). En 1937, cependant, les exportations ont de nouveau augmenté pour la première fois à plus de 20 millions de francs suisses, et la majorité des 97 installations nouvellement ouvertes dans la région étaient dans l'industrie textile.

## Les conditions de travail
Au départ, la broderie était principalement, voire presque exclusivement, un travail de femmes, ce qui a brusquement changé avec l'introduction des machines à broder. Le travail sur la machine était désormais exclusivement un travail d'hommes, la femme était cependant toujours nécessaire comme aide - elle s'occupait du remplacement des aiguilles cassées et de l'enfilage, si les fils étaient terminés (les fils dans une machine à broder à la main). ne mesurent qu’environ un mètre de long, et il en a des centaines inutiles).
Dans l'historiographie traditionnelle, les avantages mentionnés ci-dessus du travail à domicile ont été accentués - en 1877, le Dr Wagner de la Schweizerische Gemeinnützige Gesellschaft a écrit sur le travail en usine que «La plus grande misère de notre temps est la dissolution de la famille». Aujourd'hui, cela est jugé plus critique. Premièrement, les revenus des travailleurs à domicile étaient parfois très faibles et, deuxièmement, de nombreux enfants et même des grands-parents devaient travailler aux machines à broder pour gagner suffisamment pour survivre.
Alors que la majorité des travailleurs à domicile vivaient dans un logement raisonnable avec une qualité de vie confortable, les salles de travail étaient souvent mauvaises, car elles se trouvaient dans des pièces humides, mal chauffées et mal ventilées (ce qui était, pour la qualité du textile produit, un avantage). L'historiographie traditionnelle a toujours mis l'accent sur l'interaction entre l' industrie textile et l' agriculture . Les agriculteurs, idéalement, utiliseraient leur temps libre de manière productive, auraient des emplois variés et un complément à leur faible revenu. Indéniablement, c'était en fait vrai pour quelques fermes. Cependant, la concurrence était féroce et le prêt de la machine devait être remboursé, de sorte qu'il restait souvent peu de temps pour l'agriculture. En outre, le travail brutal d'un agriculteur n'était pas propice aux travaux de broderie fins, de sorte que nombre de ces entreprises agricoles ne pouvaient effectuer que des travaux de broderie plus grossiers. La broderie à la main pure par les femmes en était exclue, car elle était principalement réalisée à Appenzell-Rhodes-Intérieures jusqu'au XXe siècle.
Les revenus des brodeurs étaient généralement assez bons, en particulier pour les travailleurs à domicile indépendants. C'était pire pour les auxiliaires, qui vivaient souvent de la main à la bouche. Les journées de travail, notamment en période de forte demande, étaient très longues. La journée de travail a duré 10 à 14 heures, ce qui a causé des dommages à la santé en raison de la tension des muscles - la plupart des machines à broder fonctionnaient toujours à la main - et l' anémie ou la tuberculose pulmonaire . De plus, la position des brodeuses devant les pantographes était, d'un point de vue ergonomique , extrêmement mauvaise - la poitrine était fortement comprimée dans son développement et la colonne vertébrale était tordue. Un bon 25% de tous les brodeurs étaient déjà classé «inaptes au service» lors de leur rassemblement.
En outre, la mortalité infantile dans les districts industrialisés du nord du canton de Saint-Gall était extraordinairement élevée. Divers médecins ont tenté de contrer ce problème par des études et une éducation du public dans les domaines de la santé , du conseil en nutrition et des soins aux enfants - avec un succès mesurable. Grâce à la sensibilisation notamment des enseignants à l'hygiène et à l'embauche de médecins spécifiques pour les écoles, la sensibilisation à l'hygiène de la population s'est considérablement améliorée. Depuis 1895, les soldats de la caserne étaient également censés se doucher régulièrement. Outre la propreté extérieure, l'attention des médecins s'est également portée sur «l'hygiène de l'estomac» - le régime alimentaire. Les produits laitiers et carnés ont été annoncés comme sains et le tabac et les glucides ont été discrédités. Cela a profité au secteur agricole, qui se concentrait également de plus en plus sur l'industrie de l'élevage. Même la consommation jusqu'ici tout à fait normale de grandes quantités d'alcool a été découragée.

## La broderie aujourd'hui

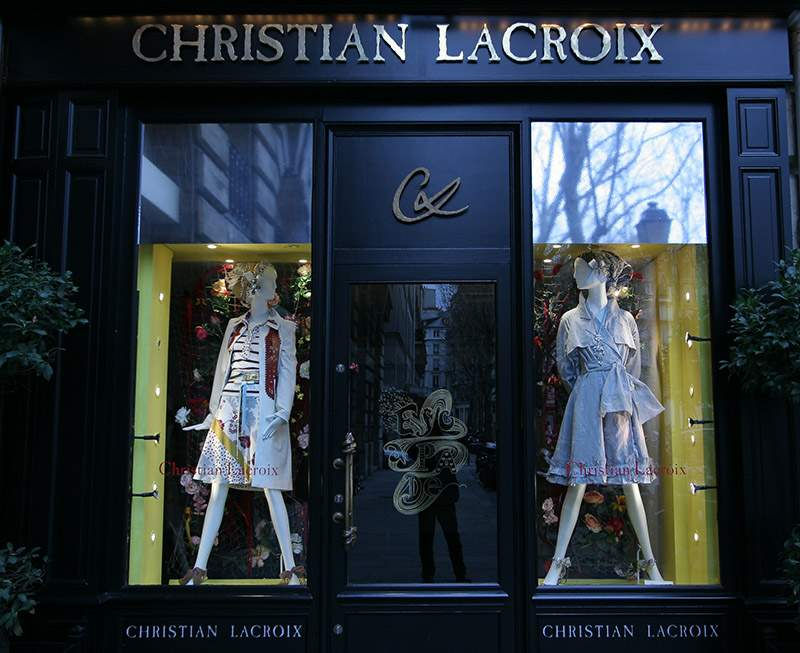
Boutique de Christian Lacroix

Si la broderie n'a plus d'importance pour la région comme au début du siècle dernier, elle reste un facteur économique. Les entreprises de production de machines à broder telles que Benninger AG font partie des plus grands employeurs de la région. De grands noms comme Akris , Pierre Cardin , Chanel , Christian Dior , Giorgio Armani, Emanuel Ungaro, Hubert de Givenchy, Christian Lacroix, Nina Ricci, Hemant et Yves Saint Laurent travaillent avec des tissus brodés de Saint-Gall.
Dans la ville elle-même, des produits de broderie sont, en plus du traditionnel défilé de mode sur le CSIO et le "OFFA Frühlings- und Trendmesse St. Gallen" présentés pendant le St. Galler Kinderfest. Ce festival doit une grande partie de son importance et de son caractère à la broderie exposée.
Le grand essor de la broderie et la richesse associée de la ville ont également influencé son développement. Dans la perspective d'aujourd'hui, on peut dire que la ville a été construite vers 1920 - à l'exception des extensions ultérieures à la périphérie de la ville. Les bâtiments Art Nouveau et Nouvelle Renaissance construits de 1880 à 1930 définissent l'image des quartiers commerciaux construits autour de la vieille ville. Les noms de ces anciens lieux d'affaires suggèrent l'importance passée du commerce mondial pour la ville: Pacifique, océanique, Atlantique, Chicago, Britannia, Washington, Floride, etc.

## Sources
- Eric Häusler, Caspar Meili: Swiss Embroidery. Erfolg und Krise der Schweizer Stickerei-Industrie 1865-1929. Hrsg. vom Historischen Verein des Kantons St.Gallen, St. Gallen 2015, ISSN 0257-6198. Link zum PDF unter: http://www.hvsg.ch/pdf/neujahrsblaetter/hvsg_neujahrsblatt_2015.pdf
- Ernst Ehrenzeller: Geschichte der Stadt St. Gallen. Hrsg. von der Walter- und -Verena-Spühl-Stiftung. VGS Verlagsgemeinschaft, St. Gallen 1988,  (ISBN 3-7291-1047-0).
- Peter Röllin (Konzept): Stickerei-Zeit, Kultur und Kunst in St. Gallen 1870–1930. VGS Verlagsgemeinschaft, St. Gallen 1989,  (ISBN 3-7291-1052-7).
- Max Lemmenmeier: Stickereiblüte. In: Sankt-Galler Geschichte 2003, Band 6, Die Zeit des Kantons 1861–1914. Amt für Kultur des Kantons St. Gallen, St. Gallen 2003,  (ISBN 3-908048-43-5).
- Albert Tanner: Das Schiffchen fliegt, die Maschine rauscht. Weber, Sticker und Fabrikanten in der Ostschweiz. Unionsverlag; Zürich 1985;  (ISBN 3-293-00084-3).
- Der Kanton St. Gallen; Landschaft Gemeinschaft Heimat; Amt für Kulturpflege des Kantons St. Gallen; (ISBN 3-85819-112-0) édité erroné
- Ernest Iklé: La Broderie mécanique. Edition A. Calavas Paris 1931, Text im Internet unter Ernest Iklé abrufbar.
- Schweizer Pioniere der Wirtschaft und Technik, Band 15 Isaak Gröbli, Erfinder der Schifflistickmaschine. Verein für wirtschaftshistorische Studien, 8006 Zürich 1964.
- Friedrich Schöner: Spitzen, Enzyklopädie der Spitzentechniken. VEB Fachbuchverlag Leipzig 1980.